# Tetsushi Yamakawa
Tetsushi Yamakawa (jap. 山川 哲史, Yamakawa Tetsushi; * 1. Oktober 1997 in Amagasaki, Präfektur Hyōgo) ist ein japanischer Fußballspieler.

## Karriere
Tetsushi Yamakawa erlernte das Fußballspielen in der Jugendmannschaft von Vissel Kōbe und in der Universitätsmannschaft der Universität Tsukuba. Die Saison 2019 wurde er von der Universität an seinen Jugendverein Vissel Kōbe ausgeliehen. Der Verein aus Kōbe spielte in der ersten Liga des Landes, der J1 League. Nach der Ausleihe wurde er von Kōbe fest verpflichtet. Sein Erstligadebüt gab er am 14. Oktober 2020 im Heimspiel gegen Ōita Trinita. Hier stand er in der Startelf und spielte die kompletten 90 Minuten. Am Ende der Saison 2023 feierte er mit dem Verein die japanische Meisterschaft. Am 24. November 2024 stand er mit Vissel Kōbe im Endspiel des Kaiserpokals. Gegen Gamba Osaka gewann man durch das Tor von Taisei Miyashiro mit 1:0. Am Ende der Saison 2024 feierte er mit Vissel die japanische Meisterschaft.

## Erfolge
Vissel Kōbe
- Japanischer Meister: 2023, 2024
- Japanischer Pokalsieger: 2024